# توس هیمالیا
توس هیمالیا (نام علمی: Betula utilis) نام یک گونه از سرده توس است.